# Cam
Cam (hebreo: חָם  Ham, árabe: حام  Ḥām, griego: Χαμ Jam, latín: Kham) es un personaje bíblico, hijo de Noé. Según la creencia bíblica tuvo tres hijos, de los que surgieron diversos pueblos como: Canaán, Misraim (Egipto) y otros pueblos africanos como Cus (Etiopía) y Fut (Libia).
Sus descendientes son interpretados por Moisés, Flavio Josefo y otros, como habitantes de África. La Biblia se refiere a Egipto como "la tierra de Cam" en Salmos 78:51, Salmos 105:23-27, Salmos 106:22 y 1 Crónicas 4:40.

## Etimología
Desde el siglo XVII se han hecho varias sugerencias que relacionan el nombre Cam con una palabra hebrea que significaría ‘quemado’, ‘negro’, ‘oscuro’ o ‘caliente’ o con una palabra egipcia que significaría ‘sirviente’.
Sin embargo, según el historiador David M. Goldenberg (n. 1947): «El nombre bíblico Cam no tiene ninguna relación con la noción de oscuridad y es de etimología desconocida».

## Cam en la Biblia

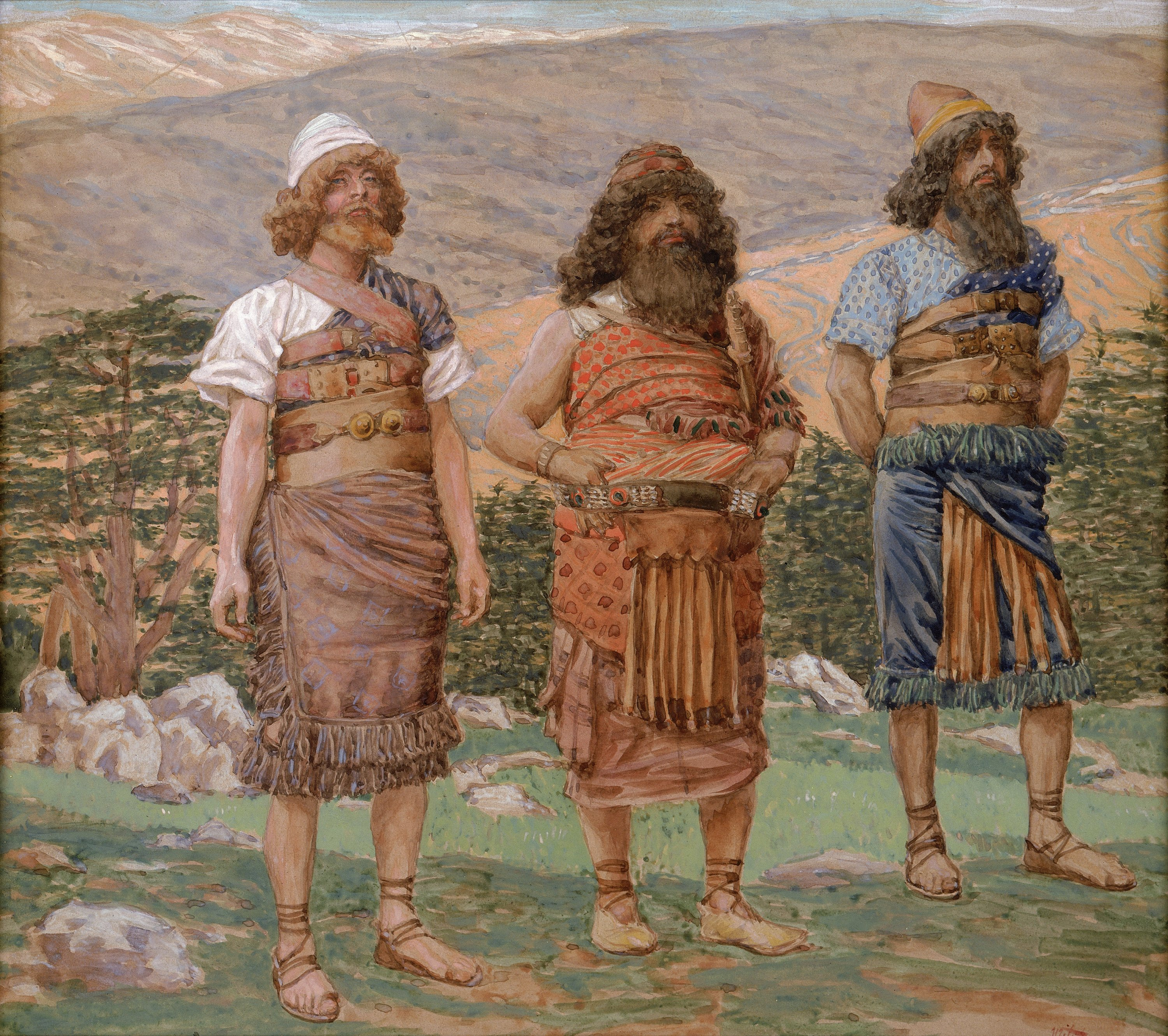
Ilustración de Sem, Cam y Jafet, los hijos de Noé, obra de James Tissot (entre 1896 y 1902). Los tres personajes están de pie al aire libre, vestidos con atuendos ornamentados y rodeados de un paisaje montañoso y árboles.

Este cuadro de la Crónica de Núremberg utiliza la ortografía "Cham".

Génesis 5:32 indica que Noé fue el padre de Sem, Cam y Jafet a la edad de 500 años, pero no lista en detalle sus años específicos. (Noé tenía 600 años en el momento de la inundación en Génesis 7). Un incidente que involucra a Cam está relacionado en Génesis 9: 20-27.
27 Dios agrandará a Jafet, y habitará en las tiendas de Sem; Y Canaán será su siervo. (Versión King James autorizada) 

## Maldición de Canaán

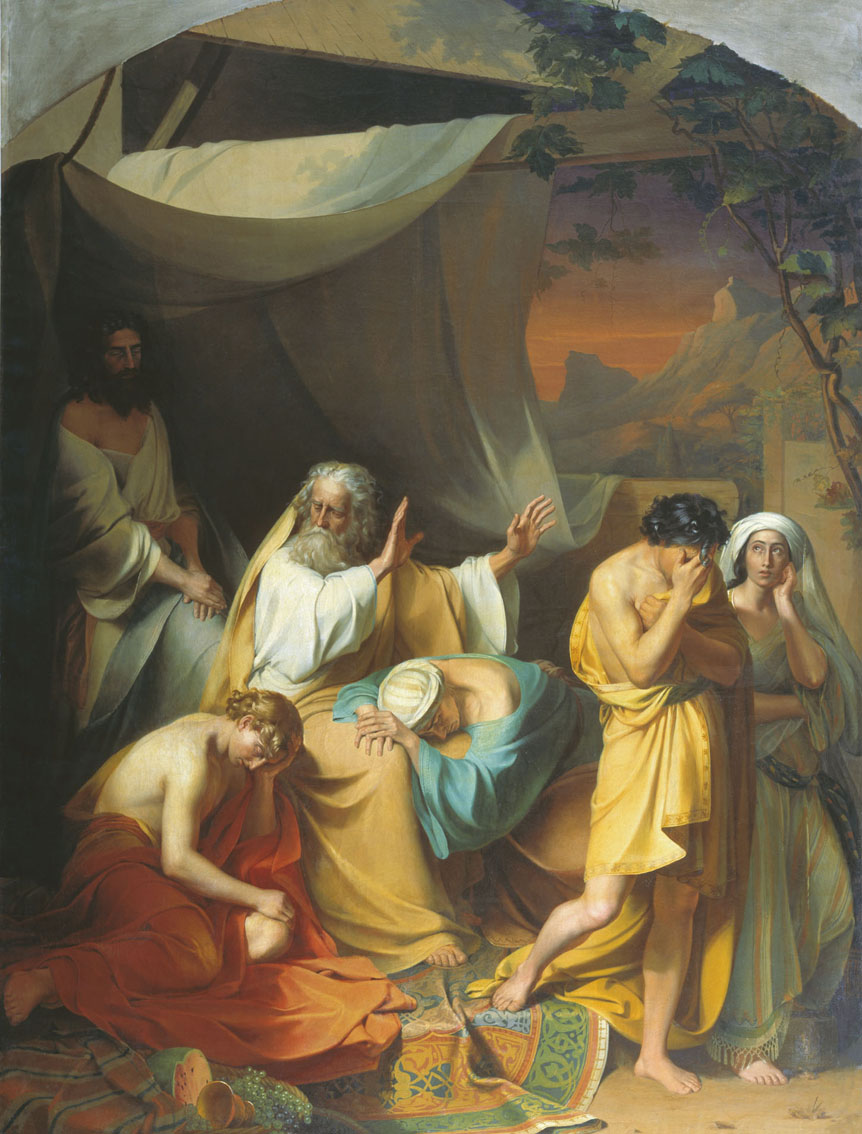
La maldición de Cam.
Obra de Iván Ksenofóntov.

Cam fue bendecido por Dios mismo en Génesis 9:1, por lo tanto Noé no lo maldijo directamente sino que, en lugar de ello, maldijo a su hijo Canaán.

El Talmud deduce dos posibles explicaciones, una atribuida a Rab y una a Rabí Samuel, por lo que Cam hizo a Noé para justificar la maldición. De acuerdo con Rab, Cam castró a Noé con base en que, como Noé maldijo a Cam por su cuarto hijo Canaán, Cam debía haber lesionado a Noé con respecto a un cuarto hijo; emasculándolo, privó a Noé de la posibilidad de un cuarto hijo. Según Samuel, Cam sodomizó a Noé, un juicio que se basó en la analogía con otro incidente bíblico en el cual se utiliza la frase "y él vio". Génesis 9:22-23 dice: 
22 Cuando Cam, padre de Canaán, vio la desnudez de su padre, se lo dijo a sus hermanos que estaban afuera. 23 Y Sem y Jafet tomaron una vestidura, la pusieron sobre sus hombros y retrocedieron, cubriendo la desnudez de su padre. Sus rostros estaban hacia atrás, y no vieron la desnudez de su padre.
 En Génesis 34:2 dice: 
Y viendo Siquem, hijo de Hamor, a Dinah, la tomó, y se acostó con ella, y la contaminó.
 Según este argumento, un abuso similar debe haber ocurrido cada vez que la Biblia usa el mismo lenguaje. El Talmud concluye que, de hecho, «ambas indignidades fueron perpetradas».
Sin embargo, también se dice que este hijo de Cam era joven y fue el que estuvo con Noé, por eso se maldijo a Canaán.
Aunque la historia se puede tomar literalmente, en tiempos más recientes, algunos eruditos han sugerido que Cam pudo haber tenido cópula con la esposa de su padre. Bajo esta interpretación, Canaán es maldecido como el "producto de la unión ilícita de Cam".

### Jubileos
El esquema cronológico del Libro de los Jubileos tiene Cam nacido en el año 1209 A.C- dos años después de Sem , tres antes de Jafet, y 99 antes del diluvio. Da el nombre de su esposa que también sobrevivió a la inundación como Na'eltama'uk . Después de que su hijo menor Canaán fue maldecido en 1321 A.C, dejó el monte Ararat y construyó una ciudad llamada por su esposa en el lado sur de la montaña. En 1569 A.C, él recibió una tercera división de la tierra junto con sus dos hermanos para su herencia: todo al oeste del río Nilo y al sur de Gadir. En 1639 A.C, cuando las naciones se dispersaron tras el fracaso de la Torre de Babel, Cam y sus hijos viajaron a su asignación, con la excepción de Canaán, que se estableció en el territorio de Sem, recibiendo así otra maldición...
Según Jubileos 10: 29-34, esta segunda maldición se atribuye a la firme negativa de Canaán a unirse a sus hermanos mayores en la asignación de Cam más allá del Nilo, y en lugar de eso "en cuclillas" dentro de la herencia de Sem, en las costas orientales del Mediterráneo, más tarde le prometió aquella región a Abraham.

## Muerte
Una tumba en Pind Dadan Khan, Pakistán, ha sido reclamada por los residentes locales como el sitio del entierro de Cam, desde 1891, cuando Hafiz Sham-us-Din de Gulyana, Gujrat afirmó que Cam le había revelado esto en un sueño. Una placa en la tumba desde que se erigió sobre el sepulcro de 78 pies de largo indica que Cam, localmente reverenciado como profeta, fue enterrado allí después de vivir 536 años.

## Árbol genealógico
|  |  |       |       |       |       |       |       |  |  |         |         |         |         |         |         |       |       |          |          |          |          |          |          |        |        |          |          |          |          |          |          |         |         |             |             |             |             |             |             | Cam       |           |           |           |         |         |           |           |           |           |           |           |         |         |          |          |          |          |          |          |         |         |           |           |           |           |           |           |           |           |           |           |  |  |           |           |           |           |           |           |  |  |            |            |            |            |            |            |  |  |
|  |  |       |       |       |       |       |       |  |  |         |         |         |         |         |         |       |       |          |          |          |          |          |          |        |        |          |          |          |          |          |          |         |         |             |             |             |             |             |             |           |           |           |           |         |         |           |           |           |           |           |           |         |         |          |          |          |          |          |          |         |         |           |           |           |           |           |           |           |           |           |           |  |  |           |           |           |           |           |           |  |  |            |            |            |            |            |            |  |  |
|  |  |       |       |       |       |       |       |  |  |         |         |         |         |         |         |       |       |          |          |          |          |          |          |        |        |          |          |          |          |          |          |         |         |             |             |             |             |             |             |           |           |           |           |         |         |           |           |           |           |           |           |         |         |          |          |          |          |          |          |         |         |           |           |           |           |           |           |           |           |           |           |  |  |           |           |           |           |           |           |  |  |            |            |            |            |            |            |  |  |
|  |  |       |       |       |       |       |       |  |  |         |         |         |         |         |         |       |       |          |          |          |          |          |          |        |        |          |          |          |          |          |          |         |         |             |             |             |             |             |             |           |           |           |           |         |         |           |           |           |           |           |           |         |         |          |          |          |          |          |          |         |         |           |           |           |           |           |           |           |           |           |           |  |  |           |           |           |           |           |           |  |  |            |            |            |            |            |            |  |  |
|  |  |       |       |       |       |       |       |  |  |         |         |         |         |         |         |       |       |          |          |          |          | Cush     | Cush     | Cush   | Cush   | Cush     | Cush     |          |          |          |          |         |         |             |             |             |             |             |             |           |           |           |           |         |         |           |           |           |           | Mizraim   | Mizraim   | Mizraim | Mizraim | Mizraim  | Mizraim  |          |          | Phut     | Phut     | Phut    | Phut    | Phut      | Phut      |           |           | Canaán    | Canaán    | Canaán    | Canaán    | Canaán    | Canaán    |  |  |           |           |           |           |           |           |  |  |            |            |            |            |            |            |  |  |
|  |  |       |       |       |       |       |       |  |  |         |         |         |         |         |         |       |       |          |          |          |          | Cush     | Cush     | Cush   | Cush   | Cush     | Cush     |          |          |          |          |         |         |             |             |             |             |             |             |           |           |           |           |         |         |           |           |           |           | Mizraim   | Mizraim   | Mizraim | Mizraim | Mizraim  | Mizraim  |          |          | Phut     | Phut     | Phut    | Phut    | Phut      | Phut      |           |           | Canaán    | Canaán    | Canaán    | Canaán    | Canaán    | Canaán    |  |  |           |           |           |           |           |           |  |  |            |            |            |            |            |            |  |  |
|  |  |       |       |       |       |       |       |  |  |         |         |         |         |         |         |       |       |          |          |          |          |          |          |        |        |          |          |          |          |          |          |         |         |             |             |             |             |             |             |           |           |           |           |         |         |           |           |           |           |           |           |         |         |          |          |          |          |          |          |         |         |           |           |           |           |           |           |           |           |           |           |  |  |           |           |           |           |           |           |  |  |            |            |            |            |            |            |  |  |
|  |  |       |       |       |       |       |       |  |  |         |         |         |         |         |         |       |       |          |          |          |          |          |          |        |        |          |          |          |          |          |          |         |         |             |             |             |             |             |             |           |           |           |           |         |         |           |           |           |           |           |           |         |         |          |          |          |          |          |          |         |         |           |           |           |           |           |           |           |           |           |           |  |  |           |           |           |           |           |           |  |  |            |            |            |            |            |            |  |  |
|  |  | Seba  | Seba  | Seba  | Seba  | Seba  | Seba  |  |  | Havilah | Havilah | Havilah | Havilah | Havilah | Havilah |       |       | Sabtah   | Sabtah   | Sabtah   | Sabtah   | Sabtah   | Sabtah   |        |        | Raamah   | Raamah   | Raamah   | Raamah   | Raamah   | Raamah   |         |         | Sabtechah   | Sabtechah   | Sabtechah   | Sabtechah   | Sabtechah   | Sabtechah   |           |           | Nimrod    | Nimrod    | Nimrod  | Nimrod  | Nimrod    | Nimrod    |           |           |           |           |         |         |          |          |          |          |          |          |         |         |           |           |           |           |           |           |           |           |           |           |  |  |           |           |           |           |           |           |  |  |            |            |            |            |            |            |  |  |
|  |  | Seba  | Seba  | Seba  | Seba  | Seba  | Seba  |  |  | Havilah | Havilah | Havilah | Havilah | Havilah | Havilah |       |       | Sabtah   | Sabtah   | Sabtah   | Sabtah   | Sabtah   | Sabtah   |        |        | Raamah   | Raamah   | Raamah   | Raamah   | Raamah   | Raamah   |         |         | Sabtechah   | Sabtechah   | Sabtechah   | Sabtechah   | Sabtechah   | Sabtechah   |           |           | Nimrod    | Nimrod    | Nimrod  | Nimrod  | Nimrod    | Nimrod    |           |           |           |           |         |         |          |          |          |          |          |          |         |         |           |           |           |           |           |           |           |           |           |           |  |  |           |           |           |           |           |           |  |  |            |            |            |            |            |            |  |  |
|  |  |       |       |       |       |       |       |  |  |         |         |         |         |         |         |       |       |          |          |          |          |          |          |        |        |          |          |          |          |          |          |         |         |             |             |             |             |             |             |           |           |           |           |         |         |           |           |           |           |           |           |         |         |          |          |          |          |          |          |         |         |           |           |           |           |           |           |           |           |           |           |  |  |           |           |           |           |           |           |  |  |            |            |            |            |            |            |  |  |
|  |  |       |       |       |       |       |       |  |  |         |         |         |         |         |         |       |       |          |          |          |          |          |          |        |        |          |          |          |          |          |          |         |         |             |             |             |             |             |             |           |           |           |           |         |         |           |           |           |           |           |           |         |         |          |          |          |          |          |          |         |         |           |           |           |           |           |           |           |           |           |           |  |  |           |           |           |           |           |           |  |  |            |            |            |            |            |            |  |  |
|  |  |       |       |       |       |       |       |  |  |         |         |         |         |         |         |       |       |          |          |          |          | Sheba    | Sheba    | Sheba  | Sheba  | Sheba    | Sheba    |          |          | Dedan    | Dedan    | Dedan   | Dedan   | Dedan       | Dedan       |             |             |             |             |           |           |           |           |         |         |           |           |           |           |           |           |         |         |          |          |          |          |          |          |         |         |           |           |           |           |           |           |           |           |           |           |  |  |           |           |           |           |           |           |  |  |            |            |            |            |            |            |  |  |
|  |  |       |       |       |       |       |       |  |  |         |         |         |         |         |         |       |       |          |          |          |          | Sheba    | Sheba    | Sheba  | Sheba  | Sheba    | Sheba    |          |          | Dedan    | Dedan    | Dedan   | Dedan   | Dedan       | Dedan       |             |             |             |             |           |           |           |           |         |         |           |           |           |           |           |           |         |         |          |          |          |          |          |          |         |         |           |           |           |           |           |           |           |           |           |           |  |  |           |           |           |           |           |           |  |  |            |            |            |            |            |            |  |  |
|  |  |       |       |       |       |       |       |  |  |         |         |         |         |         |         |       |       |          |          |          |          |          |          |        |        |          |          |          |          |          |          |         |         |             |             |             |             |             |             |           |           |           |           |         |         |           |           |           |           |           |           |         |         |          |          |          |          |          |          |         |         |           |           |           |           |           |           |           |           |           |           |  |  |           |           |           |           |           |           |  |  |            |            |            |            |            |            |  |  |
|  |  |       |       |       |       |       |       |  |  |         |         |         |         |         |         |       |       |          |          |          |          |          |          |        |        |          |          |          |          |          |          |         |         |             |             |             |             |             |             |           |           |           |           |         |         |           |           |           |           |           |           |         |         |          |          |          |          |          |          |         |         |           |           |           |           |           |           |           |           |           |           |  |  |           |           |           |           |           |           |  |  |            |            |            |            |            |            |  |  |
|  |  |       |       |       |       |       |       |  |  |         |         |         |         | Ludim   | Ludim   | Ludim | Ludim | Ludim    | Ludim    |          |          | Anamim   | Anamim   | Anamim | Anamim | Anamim   | Anamim   |          |          | Lehabim  | Lehabim  | Lehabim | Lehabim | Lehabim     | Lehabim     |             |             | Naphtuhim   | Naphtuhim   | Naphtuhim | Naphtuhim | Naphtuhim | Naphtuhim |         |         | Pathrusim | Pathrusim | Pathrusim | Pathrusim | Pathrusim | Pathrusim |         |         | Casluhim | Casluhim | Casluhim | Casluhim | Casluhim | Casluhim |         |         | Caphtorim | Caphtorim | Caphtorim | Caphtorim | Caphtorim | Caphtorim |           |           |           |           |  |  |           |           |           |           |           |           |  |  |            |            |            |            |            |            |  |  |
|  |  |       |       |       |       |       |       |  |  |         |         |         |         | Ludim   | Ludim   | Ludim | Ludim | Ludim    | Ludim    |          |          | Anamim   | Anamim   | Anamim | Anamim | Anamim   | Anamim   |          |          | Lehabim  | Lehabim  | Lehabim | Lehabim | Lehabim     | Lehabim     |             |             | Naphtuhim   | Naphtuhim   | Naphtuhim | Naphtuhim | Naphtuhim | Naphtuhim |         |         | Pathrusim | Pathrusim | Pathrusim | Pathrusim | Pathrusim | Pathrusim |         |         | Casluhim | Casluhim | Casluhim | Casluhim | Casluhim | Casluhim |         |         | Caphtorim | Caphtorim | Caphtorim | Caphtorim | Caphtorim | Caphtorim |           |           |           |           |  |  |           |           |           |           |           |           |  |  |            |            |            |            |            |            |  |  |
|  |  |       |       |       |       |       |       |  |  |         |         |         |         |         |         |       |       |          |          |          |          |          |          |        |        |          |          |          |          |          |          |         |         |             |             |             |             |             |             |           |           |           |           |         |         |           |           |           |           |           |           |         |         |          |          |          |          |          |          |         |         |           |           |           |           |           |           |           |           |           |           |  |  |           |           |           |           |           |           |  |  |            |            |            |            |            |            |  |  |
|  |  |       |       |       |       |       |       |  |  |         |         |         |         |         |         |       |       |          |          |          |          |          |          |        |        |          |          |          |          |          |          |         |         |             |             |             |             |             |             |           |           |           |           |         |         |           |           |           |           |           |           |         |         |          |          |          |          |          |          |         |         |           |           |           |           |           |           |           |           |           |           |  |  |           |           |           |           |           |           |  |  |            |            |            |            |            |            |  |  |
|  |  | Sidón | Sidón | Sidón | Sidón | Sidón | Sidón |  |  | Heth    | Heth    | Heth    | Heth    | Heth    | Heth    |       |       | Jebuseos | Jebuseos | Jebuseos | Jebuseos | Jebuseos | Jebuseos |        |        | Amoritas | Amoritas | Amoritas | Amoritas | Amoritas | Amoritas |         |         | Girgashites | Girgashites | Girgashites | Girgashites | Girgashites | Girgashites |           |           | Hivitas   | Hivitas   | Hivitas | Hivitas | Hivitas   | Hivitas   |           |           | Arkites   | Arkites   | Arkites | Arkites | Arkites  | Arkites  |          |          | Sinites  | Sinites  | Sinites | Sinites | Sinites   | Sinites   |           |           | Arvaditas | Arvaditas | Arvaditas | Arvaditas | Arvaditas | Arvaditas |  |  | Zemarites | Zemarites | Zemarites | Zemarites | Zemarites | Zemarites |  |  | Hamathitas | Hamathitas | Hamathitas | Hamathitas | Hamathitas | Hamathitas |  |  |
|  |  | Sidón | Sidón | Sidón | Sidón | Sidón | Sidón |  |  | Heth    | Heth    | Heth    | Heth    | Heth    | Heth    |       |       | Jebuseos | Jebuseos | Jebuseos | Jebuseos | Jebuseos | Jebuseos |        |        | Amoritas | Amoritas | Amoritas | Amoritas | Amoritas | Amoritas |         |         | Girgashites | Girgashites | Girgashites | Girgashites | Girgashites | Girgashites |           |           | Hivitas   | Hivitas   | Hivitas | Hivitas | Hivitas   | Hivitas   |           |           | Arkites   | Arkites   | Arkites | Arkites | Arkites  | Arkites  |          |          | Sinites  | Sinites  | Sinites | Sinites | Sinites   | Sinites   |           |           | Arvaditas | Arvaditas | Arvaditas | Arvaditas | Arvaditas | Arvaditas |  |  | Zemarites | Zemarites | Zemarites | Zemarites | Zemarites | Zemarites |  |  | Hamathitas | Hamathitas | Hamathitas | Hamathitas | Hamathitas | Hamathitas |  |  |

(Génesis)